# Girolamo De Mari
Il Serenissimo Girolamo De Mari (Genova, dicembre 1644 – Genova, 3 maggio 1702) fu il 135º doge della Repubblica di Genova e re di Corsica.

## Biografia

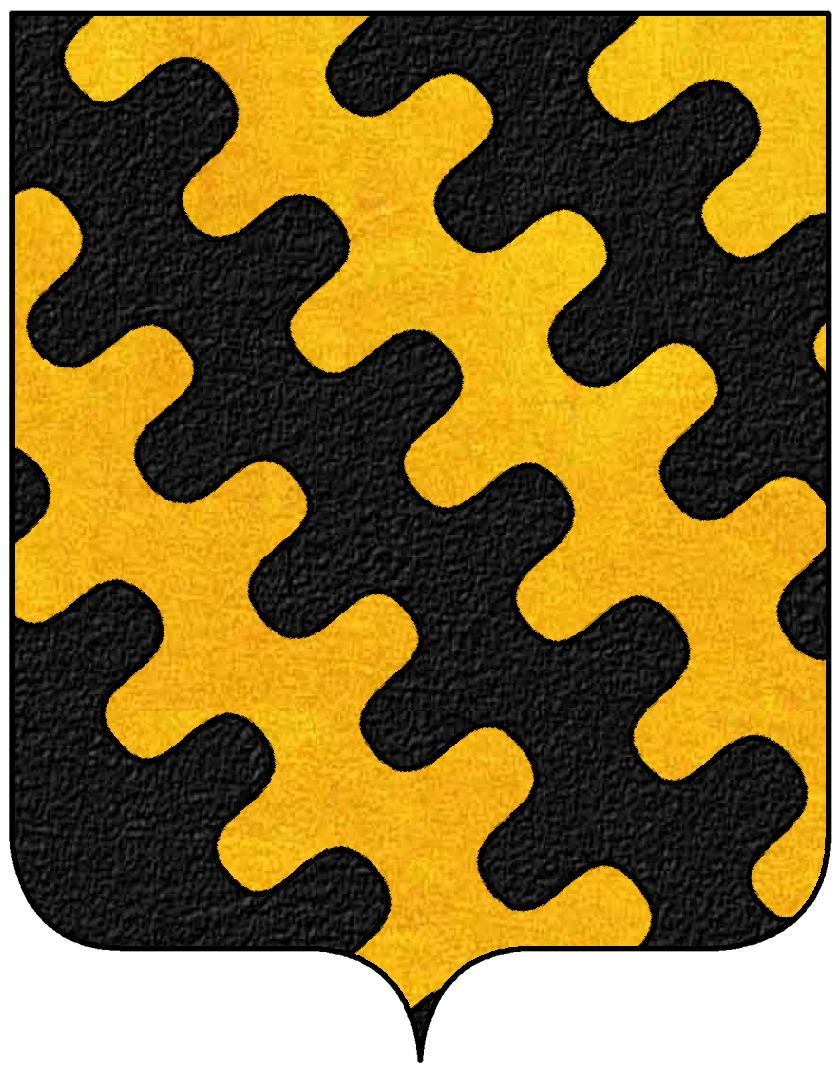
Stemma nobiliare dei De Mari

### Primi anni
Figlio del già doge Stefano De Mari (biennio 1663-1665) e di Valeria De Marini, nacque a Genova nel dicembre 1644; l'atto di battesimo è attestato al 16 dicembre presso la basilica di San Siro.
La ben più nota carriera del padre in diversi ruoli istituzionali per la Repubblica di Genova - l'apice fu raggiunta proprio con la nomina dogale - di certo favorì l'ascesa del figlio tra la nobiltà genovese ma, paradossalmente e per contro, mise quasi in secondo piano la stessa figura, tanto che per lo stato genovese Girolamo De Mari ricoprì dalla maggiore età ruoli più marginali e strettamente legati più al servizio militare che incarichi diplomatici e/o rappresentativi. Nel 1677 fu incaricato della gestione della fortezza savonese del Priamar e due anni dopo responsabile del magistrato di Terraferma.
Con lo scoppio delle ostilità tra la repubblica genovese e la Francia di Luigi XIV, nel corso del 1684, ricoprì il ruolo di commissario generale della Riviera di Ponente. Estratto senatore della Repubblica nel 1685, Girolamo De Mari fece più volte parte del magistrato di Guerra fino alla nuova nomina, nel 1694, a supremo sindacatore per i cinque anni successivi.
L'improvvisa morte del doge in carica Francesco Maria Sauli il 26 maggio 1699 - deceduto circa quattro mesi prima della naturale scadenza del mandato - portò ad un'anticipata riunione dei membri del Gran Consiglio (3 giugno) che scelsero a maggioranza il De Mari quale suo successore: il novantesimo in successione biennale e il centotrentacinquesimo nella storia repubblicana. In qualità di doge fu investito anche della correlata carica biennale di re di Corsica.

### Il dogato e gli ultimi anni

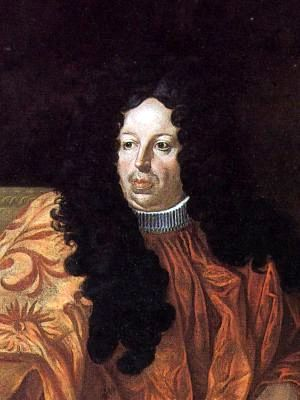
Dipinto del nobile

Il suo dogato andò a coincidere con una nuova ostilità tra la Francia di Luigi XIV e la Spagna del da poco deceduto sovrano Carlo II (novembre 1700) che scombussolò nuovamente il già delicato scacchiere politico europeo fatto di alleanze ed equilibri tra nazioni. La Repubblica di Genova, dichiaratasi "difficilmente" neutrale anche nelle fasi successive che portarono alla guerra di successione spagnola, per ordine del doge De Mari non poté negare il passaggio nei suoi territori genovesi di quattro battaglioni francesi.
Terminato il mandato il 3 giugno 1701 ricoprì ancora il magistrato di Guerra e, successivamente, fu eletto preside della giunta di Giurisdizione e protettore della cappella di San Giorgio. L'ex doge Girolamo De Mari morì il 3 maggio 1702, all'età di 57 anni, e fu sepolto nella tomba di famiglia all'interno della genovese chiesa di Santa Maria della Sanità.
Dal matrimonio con Francesca Gentile, figlia del già doge Stefano Gentile, ebbe tre figli: Stefano (1666), Cesare (1668) e Giovanni (1674).